# Urwisko Dutkiewicza
Urwisko Dutkiewicza (ang. Dutkiewicz Cliff) – urwisko na Wyspie Króla Jerzego, między Włoską Doliną na północy a Lodospadem Dery na południu, od zachodu opada ku fiordowi Ezcurra. Najwyższy punkt urwiska leży na wysokości ok. 330 m n.p.m. Nazwę nadała w 1980 roku polska ekspedycja naukowa z pobliskiej Stacji Antarktycznej im. H. Arctowskiego na cześć polskiego geomorfologa Leopolda Dutkiewicza.